# S51-es személyvonat
Az S51-es személyvonat egy budapesti elővárosi vonat volt Budapest-Nyugati pályaudvar és Nyíregyháza között.

## Története
Budapest és Záhony között korábban is járt azonos megállási renddel személyvonat, az S51-es jelzést 2014. december 14-étől viselte. Kizárólag napi 1 vonatpár közlekedett (vonatszám 6223/6260).
2018. május 27-étől egy újabb vonat kapta meg az S51-es jelzést, a 6240-es számú vonatot Cegléd helyett Budapestről indították.
A 2020. október 25-étől érvényes menetrend szerint az S51-es személyvonatok már csak Budapest és Nyíregyháza között jártak.
2020. december 13-án újra megváltozott a menetrend, a 6240-es helyett S50-es jelzésű vonatot indítottak Budapest és Szolnok között, Szolnoktól tovább átszállással lehet utazni. A 6260-as és 6223-as vonat – új 6160-as és 6133-as vonatszámmal – változatlan paraméterekkel, de már jelzés nélkül közlekednek Budapest és Nyíregyháza között.

## Járművek
A vonalon hétköznap mozdonyos vonatok jártak gyorsvonati Bd és Bp kocsikkal, míg hétvégén csatolt FLIRT vonatokat adtak ki.

## Útvonala
| Az átszállási kapcsolatok között azonos útvonalon közlekedő S50 -es személyvonat nincs feltüntetve. |                             |          | |
| Perc (↓)                                                                                            | Állomás                     | Perc (↑) | Átszállási kapcsolatok a járat megszűnésekor |
| 0                                                                                                   | Budapest-Nyugati végállomás | 258      | M3, M14 9, 26, 91, 191, 226, 291 4, 6 72M, 73M S21 , G50 , Z50 , S70 , G70 , Z70 , S71 , G71 , S72 , G72 , Z72 , IC, EC, sebesvonat                                                                 |
| 6                                                                                                   | Zugló                       | 251      | 5, 7, 7E, 8E, 108E, 110, 112, 133E 1, 1M 72M S21 , G50 , Z50 , IC, sebesvonat |
| 11                                                                                                  | Kőbánya alsó                | 246      | 9, 95, 117, 151, 162, 162A, 185, 195, 217, 217E, 262 3, 28, 28A, 62, 62A S21 , G50 , Z50 |
| 15                                                                                                  | Kőbánya-Kispest             | 242      | 68, 85, 85E, 93, 93A, 98, 98E, 136E, 148, 151, 182, 182A, 184, 193E, 200E, 202E, 282E, 284E 575, 576, 577, 580, 581 S21 , S36 , G43 , G50 , Z50 , IC, sebesvonat                                    |
| 19                                                                                                  | Pestszentlőrinc             | 238      | 36, 98, 98E, 200E, 217, 217E |
| 21                                                                                                  | Szemeretelep                | 235      | 93, 183, 200E |
| 24                                                                                                  | Ferihegy                    | 233      | 166, 200E, 236, 236A, 266 575, 576, 580, 581 Z50 , IC, sebesvonat |
| 28                                                                                                  | Vecsés                      | 229      | 576, 577, 578 Helyi busz S36 , G43 |
| 31                                                                                                  | Vecsés-Kertekalja           | 227      | |
| 36                                                                                                  | Üllő                        | 222      | S36 , G43 |
| 39                                                                                                  | Hosszúberek-Péteri          | 218      | 512 |
| 45                                                                                                  | Monor                       | 214      | 507, 513, 514, 515, 516, 517, 518, 585, 586, 587, 590, 591, 595 G50 , Z50 , sebesvonat |
| 51                                                                                                  | Monorierdő                  | 208      | 588 |
| 55                                                                                                  | Pilis                       | 204      | 590, 591, 595 sebesvonat |
| 61                                                                                                  | Albertirsa                  | 198      | 564, 565, 567, 568, 569, 570 sebesvonat |
| 66                                                                                                  | Ceglédbercel                | 194      | |
| 69                                                                                                  | Ceglédbercel-Cserő          | 191      | 564, 565 |
| 73                                                                                                  | Budai út                    | 187      | 564, 565 |
| 80                                                                                                  | Cegléd                      | 181      | 520, 521, 522, 525, 526, 528, 531, 535, 537, 539, 540, 541, 542, 550, 552, 553, 555, 556, 558, 559, 560, 561, 562, 564, 565, 566 IC, sebesvonat                                                     |
| 91                                                                                                  | Abony                       | 159      | 535 sebesvonat |
| 107                                                                                                 | Szolnok                     | 148      | 532, 533, 534, 537, 538, 553 1464, 1532 2Y, 6, 6Y, 7, 7Y, 8, 8Y, 13, 13Y, 15, 16, 17, 24, 24A, 27, 28, 38, K15 S60 , G60 , Z60 , S220 , S820 , IC, személyvonat, sebesvonat                         |
| 117                                                                                                 | Szajol                      | 134      | Helyközi buszok személyvonat, sebesvonat |
| 124                                                                                                 | Törökszentmiklós            | 126      | Helyközi buszok személyvonat, sebesvonat, IC |
| 132                                                                                                 | Fegyvernek-Örményes         | 117      | Helyközi buszok személyvonat, sebesvonat |
| 142                                                                                                 | Kisújszállás                | 76       | Helyközi buszok személyvonat, sebesvonat, IC |
| 153                                                                                                 | Karcag                      | 95       | Helyközi buszok személyvonat, sebesvonat, IC |
| 171                                                                                                 | Püspökladány                | 84       | 1Y, 2 Helyközi buszok személyvonat, sebesvonat, IC |
| 179                                                                                                 | Kaba                        | 76       | Helyközi buszok személyvonat, sebesvonat, IC |
| 188                                                                                                 | Hajdúszoboszló              | 67       | 1, 1A, 2 Helyközi buszok személyvonat, sebesvonat, IC |
| 194                                                                                                 | Ebes                        | 61       | személyvonat, sebesvonat, IC |
| 215                                                                                                 | Debrecen                    | 52       | 1, 2 5, 5A 10, 10A, 10Y, 14, 16, 18, 18Y, 21, 30, 30A, 30I, 30N, 37, 39, 42, 42A, 43, 44, 46, 46E, 46H, 47, 47Y, 48, 49, 49Y, 146, A1, Airport1 Helyközi buszok S506 , személyvonat, sebesvonat, IC |
| 219                                                                                                 | Debrecen-Csapókert          | 38       | személyvonat, sebesvonat |
| 223                                                                                                 | Apafa                       | 33       | személyvonat |
| 229                                                                                                 | Bocskaikert                 | 28       | Helyközi buszok személyvonat, sebesvonat |
| 234                                                                                                 | Hajdúhadház                 | 23       | személyvonat, sebesvonat |
| 238                                                                                                 | Téglás                      | 19       | Helyközi buszok személyvonat, sebesvonat |
| 246                                                                                                 | Újfehértó                   | 11       | Helyközi buszok személyvonat, sebesvonat |
| 258                                                                                                 | Nyíregyháza végállomás      | 0        | 7, 8, 8A, 10, 10A, 12, 12A, 14, 14F, 18, 20, 21, 44, 90, 93, 93A, 96 Helyközi buszok személyvonat, sebesvonat, IC                                                                                   |